# Benés
Benés es un pueblo ribagorzano del término municipal de Sarroca de Bellera, en el Pallars Jussá de la provincia de Lérida. Hasta 1972, sin embargo, era cabecera del término municipal de Benés, de la Alta Ribagorza.

## Descripción

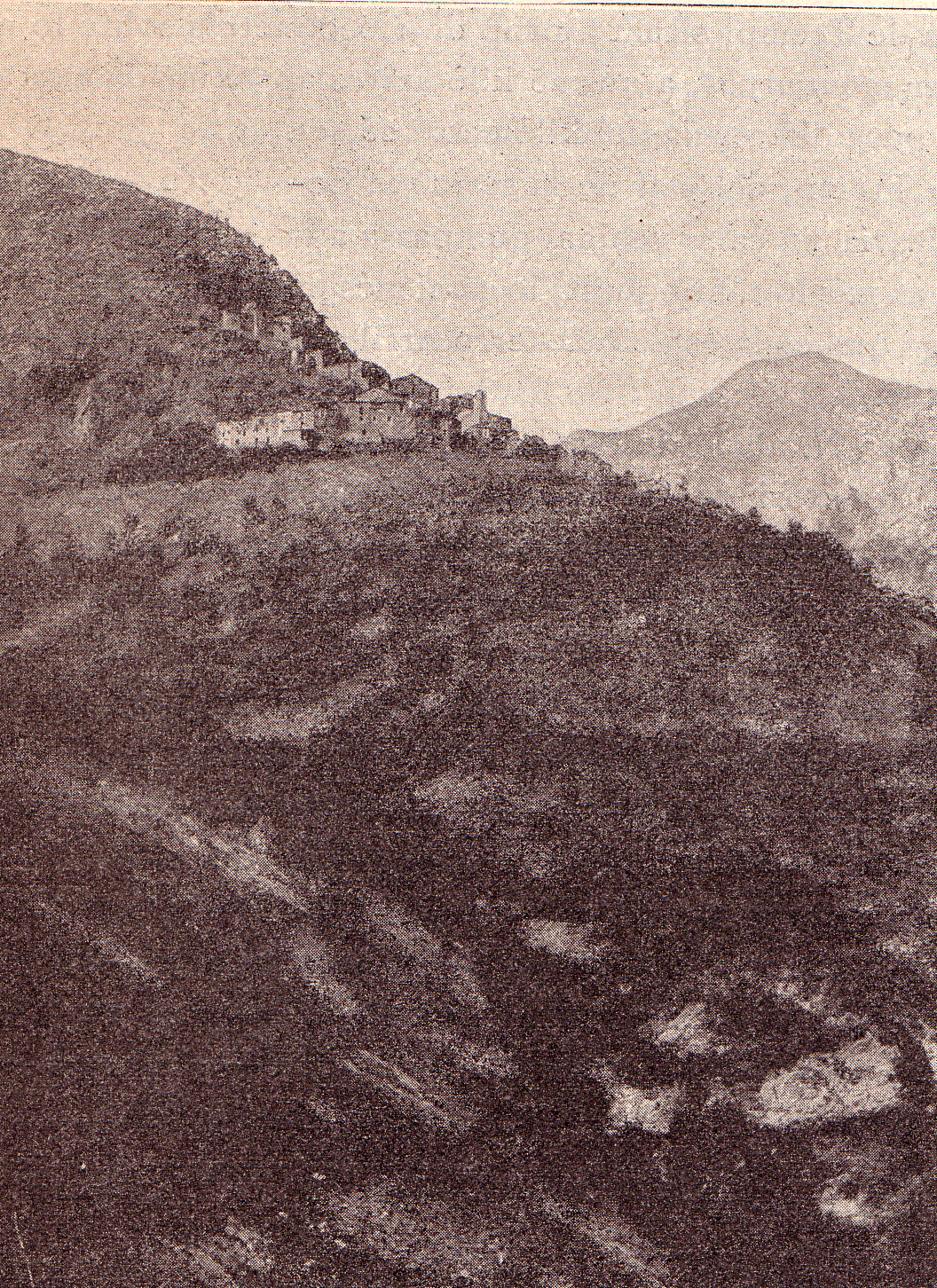
Vista de Benés a principios del.

Se encuentra en la parte central de su antiguo municipio, y en la noroeste de la actual de Sarroca de Bellera, al pie de una loma y cerca del barranco de la Algaida, afluente por la derecha del río de Mañanet. Es en la vertiente oriental de la montaña de San Quiri, encima del cual está el santuario de ese mismo nombre.
Es accesible desde Sarroca de Bellera siguiendo hacia el noroeste la carretera L-521, y, al cabo de un kilómetro, cuando está a punto de entroncar con la N-260, sale hacia el norte una pista rural asfaltada que lleva a Cherallo, Castellgormá, Las Iglesias y la Mola de Amunt, donde se llega después de unos 900 metros. Desde este lugar sale hacia el norte la pista que comienza siguiendo el valle del río de Mañanet aguas arriba, pero trepando cada vez más decididamente hacia el noroeste. Así, en poco más de tres kilómetros se llega al pueblo de Benés.
La iglesia de Benés, sufragánea de San Julián de Sentís, está dedicada a Santa Coloma, abogada contra las pestes, las maldades y la brujería.
Mientras tuvo suficiente habitantes, Benés conservó vivas algunas tradiciones ancestrales, como la de guardar una rebanada de pan cortada la noche de Santa Coloma, convencidos de que aquel pan llevaba felicidad, salud y prosperidad (si el pan se enmohecía, mala señal). Otra tradición era que los pastores comulgan en misa acompañados de un cordero negro o marrón, además de creer que los corderos nacidos en la noche de Navidad hacían de protección de todo el rebaño. Finalmente, la mañana del domingo de Pascua era toda una fiesta, para los chicos de Benés: iban casa por casa, donde les daban huevos y tocino, con lo cual hacían una buena comida, aquel día.

## Historia
En el siglo XVI, Benés aparece dentro de la subveguería de Pallars, y dentro de los dominios de los condes de Erill.
Pascual Madoz incluye Benés en su Diccionario geográfico ... de 1845. En principio, en el apartado de Benés sólo dice que es uno de los tres que constituyen el Batllíu de Sas. En el apartado correspondiente detalla los tres núcleos, y de Benés dice:

que tiene cinco casas, de mala fábrica. Las enfermedades más comunes son  reumas, producidas por el clima frío y variable del tiempo. También hay enfermedades gástricas debido a la mala alimentación. El terreno es árido, roto en todas las direcciones, escabroso y de mala calidad. Se cultivaban 800 jornales, hay mucho monte bajo, así como olmos, fresnos y álamos, algunos prados y pocos huertos. Había un molino harinero y algunos acequias para regar los pocos huertos existentes en el término. Se producía trigo, cebada, legumbres, patatas, hortalizas, fruta y pastos, con las que se alimenta el ganado de vacas, ovejas y caballos. La población era de ocho vecinos (cabezas de familia) y 43 almas (habitantes).

## Geografía humana

### Demografía
| Gráfica de evolución demográfica de Benés entre 1897 y 1970 |
| |
| Población de derecho según los censos de población del INE Población de hecho según los censos de población del INEEntre el censo de 1981 y el anterior, este municipio desaparece porque se integra en el municipio 25201 (Sarroca de Bellera) Entre el censo de 1897 y el anterior, aparece este municipio porque se segrega del municipio 25522 (Batlíu de Sás) |

El pueblo de Benés formaba parte del distrito municipal del Batlliu de Sas, que en una fecha indeterminada entre 1898 y 1920 cambió el nombre y la capitalidad, y pasó a ser Benés. Finalmente, en 1972 se le agregó en Sarroca de Bellera, del Pallars Jussá.
En 1960 conservaba 22 habitantes, que habían bajado a 8 en 1980 y a 5 en 2005, 6 en 2011.